# Перемышель
Перемышель (укр. Перемишель) — село в Славутском районе Хмельницкой области Украины.
Население по переписи 2024 года составляло 733 человек. Почтовый индекс — 30073. Телефонный код — 3842. Занимает площадь 3 км². Код КОАТУУ — 6823987705.

## Местный совет
30070, Хмельницкая обл., Славутский р-н, с. Улашановка